# St. Martin (Niedertaufkirchen)

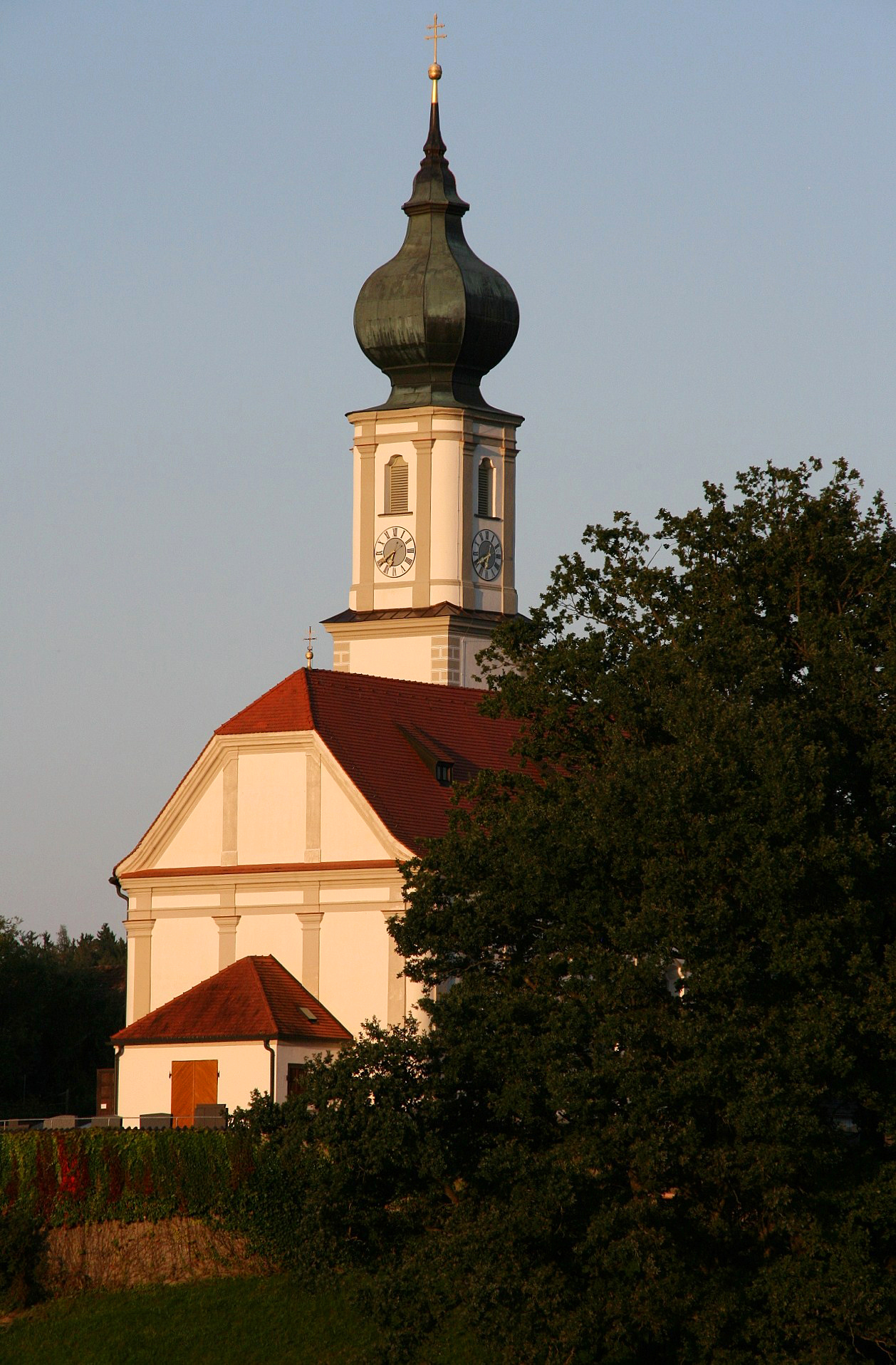
Pfarrkirche St. Martin

St. Martin ist die römisch-katholische Pfarrkirche von Niedertaufkirchen im Landkreis Mühldorf am Inn.

## Beschreibung
Die Kirche ist ein Barockbau, der in den Jahren von 1723 bis 1759 errichtet wurde. Auch der Innenraum, bestehend aus einschiffigem tonnengewölbtem Langhaus und Chor, ist mit Hochaltar, zwei Nebenaltären, Kanzel und zweistöckiger Orgelempore der Barocksprache verpflichtet.
Die Kirche wurde am 21. September 1762 durch den Erzbischof Sigismund von Salzburg geweiht.